# Aisy-sous-Thil
Pour les articles homonymes, voir Aisy et Thil.
Aisy-sous-Thil est une commune française située dans le département de la Côte-d'Or, en région Bourgogne-Franche-Comté.

## Géographie

### Localisation
Aisy-sous-Thil est une petite commune rurale d'Europe continentale située au Centre-Est de la France à 220 km de Paris, 70 km d'Auxerre, 60 km de Dijon, et 30 km d'Avallon.

### Géologie et relief, hydrographie
Le principal cours d'eau de la commune est le Serein qui fait office de limite communale entre Aisy-sous-Thil et Précy-sous-Thil et sur lequel on trouve le hameau des Forges.
Le ruisseau le Potrait est un affluent du Serein et fait office de limite communale entre Aisy-sous-Thil et Vic-sous-Thil.

### Climat
Pour des articles plus généraux, voir Climat de la Bourgogne-Franche-Comté et Climat de la Côte-d'Or.
En 2010, le climat de la commune est de type climat des marges montargnardes, selon une étude du Centre national de la recherche scientifique s'appuyant sur une série de données couvrant la période 1971-2000. En 2020, Météo-France publie une typologie des climats de la France métropolitaine dans laquelle la commune est exposée à un climat océanique altéré et est dans la région climatique Lorraine, plateau de Langres, Morvan, caractérisée par un hiver rude (1,5 °C), des vents modérés et des brouillards fréquents en automne et hiver.
Pour la période 1971-2000, la température annuelle moyenne est de 10,2 °C, avec une amplitude thermique annuelle de 16,1 °C. Le cumul annuel moyen de précipitations est de 840 mm, avec 12,5 jours de précipitations en janvier et 8,1 jours en juillet. Pour la période 1991-2020, la température moyenne annuelle observée sur la station météorologique de Météo-France la plus proche, « Semur En Auxois_sapc », sur la commune de Semur-en-Auxois à 11 km à vol d'oiseau, est de 11,2 °C et le cumul annuel moyen de précipitations est de 778,0 mm,. Pour l'avenir, les paramètres climatiques de la commune estimés pour 2050 selon différents scénarios d'émission de gaz à effet de serre sont consultables sur un site dédié publié par Météo-France en novembre 2022.

## Urbanisme

### Typologie
Au 1er janvier 2024, Aisy-sous-Thil est catégorisée commune rurale à habitat dispersé, selon la nouvelle grille communale de densité à 7 niveaux définie par l'Insee en 2022.
Elle est située hors unité urbaine. Par ailleurs la commune fait partie de l'aire d'attraction de Semur-en-Auxois, dont elle est une commune de la couronne,. Cette aire, qui regroupe 54 communes, est catégorisée dans les aires de moins de 50 000 habitants,.

### Occupation des sols
L'occupation des sols de la commune, telle qu'elle ressort de la base de données européenne d’occupation biophysique des sols Corine Land Cover (CLC), est marquée par l'importance des territoires agricoles (80 % en 2018), en diminution par rapport à 1990 (84,3 %). La répartition détaillée en 2018 est la suivante : prairies (40,7 %), terres arables (23,7 %), forêts (16,1 %), zones agricoles hétérogènes (15,6 %), zones urbanisées (3,9 %). L'évolution de l’occupation des sols de la commune et de ses infrastructures peut être observée sur les différentes représentations cartographiques du territoire : la carte de Cassini (XVIIIe siècle), la carte d'état-major (1820-1866) et les cartes ou photos aériennes de l'IGN pour la période actuelle (1950 à aujourd'hui).

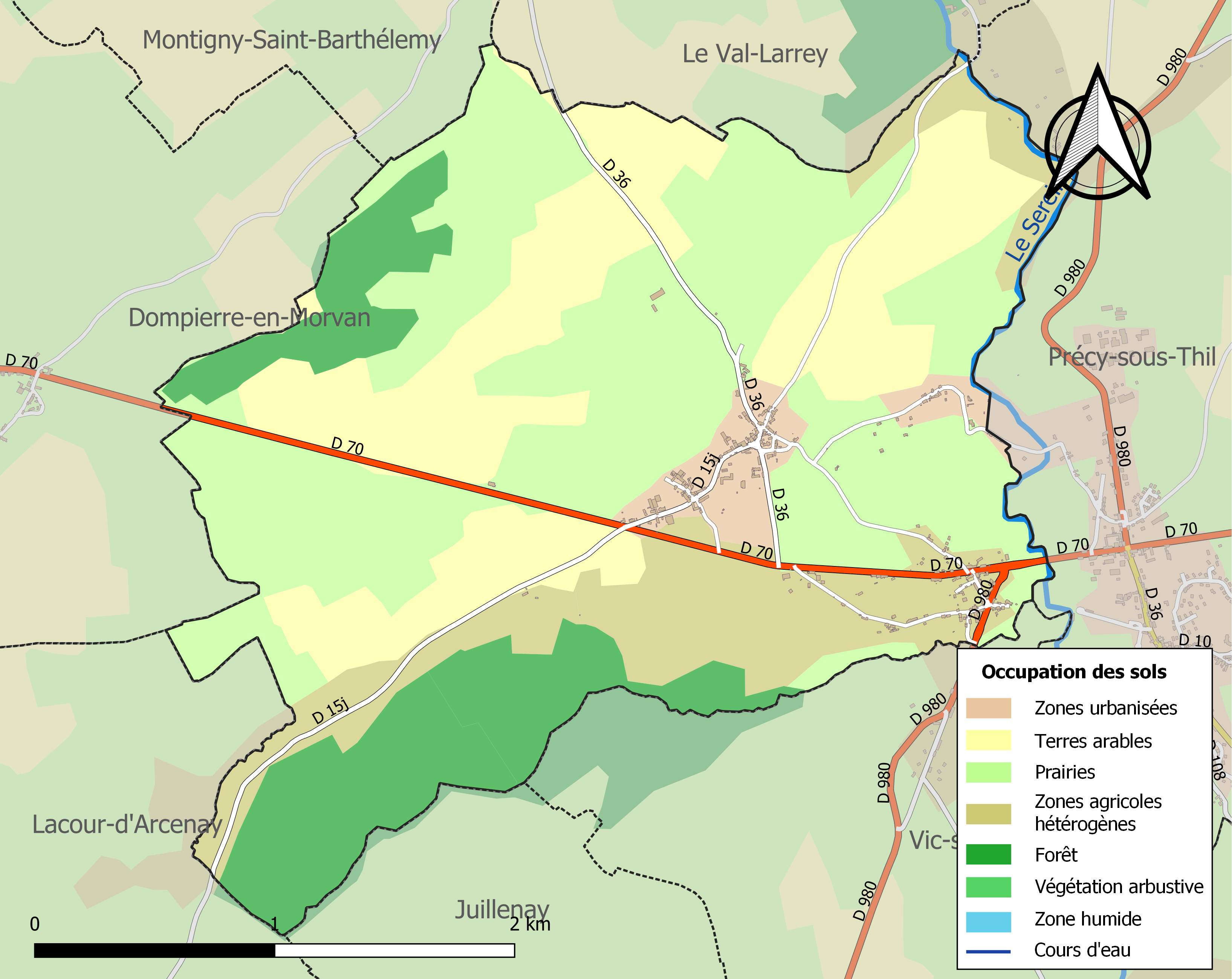
Carte des infrastructures et de l'occupation des sols de la commune en 2018 (CLC).

### Voies de communication et transports
La commune est traversée dans les abords du village par deux routes départementales (RD), la RD n° 70 (nommée route d'Avallon sur le territoire communal) qui permet la liaison entre Avallon et Dijon et la RD n° 980 (située en partie sur une ancienne voie romaine) qui permet la liaison entre Autun, Saulieu et Montbard.
Aucune ligne de transport en commun ne dessert la commune, néanmoins la station d'autocar régional la plus proche (nommée Précy Gendarmerie) se situe sur la commune de Précy-sous-Thil à environ 2 km d'Aisy-sous-Thil.

## Histoire

### Antiquité
Une voie romaine permet d'aller jusqu'à Sidoloucum (Saulieu).

### Époque contemporaine
De 1824 à 1882, des hauts fourneaux implantés au hameau des Forges développent les environs. Le minerai alors extrait de Thoste et de Beauregard (commune de Thoste) est acheminé par attelages jusqu'en 1860 avant de l'être par voie ferrée améliorant ainsi l'approvisionnement.

## Politique et administration

### Politique environnementale
En raison de ses efforts pour la qualité de son environnement nocturne, la commune a été labellisée « Village 1 étoile », en 2013. Le label est décerné par l'Association nationale pour la protection du ciel et de l'environnement nocturnes (ANPCEN) et compte 5 échelons. Un panneau, disposé aux entrées du village, indique cette distinction.

### Liste des maires
| Période                                  | Période  | Identité        | Étiquette | Qualité                     |
| ---------------------------------------- | -------- | --------------- | --------- | --------------------------- |
| 2001                                     | 2014     | Lionel Julienne | PS        | Formateur en travail social |
| 2014                                     | En cours | Véronique Illig | DVG       | Directrice de SEGPA         |
| Les données manquantes sont à compléter. |          |                 |           |                             |

### Jumelages
Aucun jumelage n'existe avec Aisy-sous-Thil.

## Population et société

### Démographie
Les habitants sont appelés les Asiens.

L'évolution du nombre d'habitants est connue à travers les recensements de la population effectués dans la commune depuis 1793. Pour les communes de moins de 10 000 habitants, une enquête de recensement portant sur toute la population est réalisée tous les cinq ans, les populations de référence des années intermédiaires étant quant à elles estimées par interpolation ou extrapolation. Pour la commune, le premier recensement exhaustif entrant dans le cadre du nouveau dispositif a été réalisé en 2006.

En 2022, la commune comptait 203 habitants, en évolution de −8,97 % par rapport à 2016 (Côte-d'Or : +0,82 %, France hors Mayotte : +2,11 %).
| 1793 | 1800 | 1806 | 1821 | 1831 | 1836 | 1841 | 1846 | 1851 |
| ---- | ---- | ---- | ---- | ---- | ---- | ---- | ---- | ---- |
| 472  | 357  | 350  | 408  | 408  | 404  | 427  | 510  | 487  |

| 1856 | 1861 | 1866 | 1872 | 1876 | 1881 | 1886 | 1891 | 1896 |
| ---- | ---- | ---- | ---- | ---- | ---- | ---- | ---- | ---- |
| 529  | 565  | 558  | 542  | 500  | 372  | 373  | 379  | 353  |

| 1901 | 1906 | 1911 | 1921 | 1926 | 1931 | 1936 | 1946 | 1954 |
| ---- | ---- | ---- | ---- | ---- | ---- | ---- | ---- | ---- |
| 338  | 335  | 306  | 250  | 228  | 246  | 220  | 218  | 263  |

| 1962 | 1968 | 1975 | 1982 | 1990 | 1999 | 2006 | 2011 | 2016 |
| ---- | ---- | ---- | ---- | ---- | ---- | ---- | ---- | ---- |
| 250  | 277  | 336  | 236  | 229  | 220  | 213  | 223  | 223  |

| 2021 | 2022 | - | - | - | - | - | - | - |
| ---- | ---- | - | - | - | - | - | - | - |
| 211  | 203  | - | - | - | - | - | - | - |

### Enseignement
Aisy-sous-Thil se situe dans l'académie de Dijon mais aucune école n'est présente sur la commune ; l'école primaire la plus proche étant sur la commune voisine de Précy-sous-Thil, les collèges les plus proches se situent sur les communes de Semur-en-Auxois, de Saulieu et de Vitteaux toutes à des distances allant de 15 à 20 km d'Aisy-sous-Thil.
Cependant, l'ITEP (Institut Thérapeutique Éducatif et Pédagogique) d'Aisy-sout-Thil accueille une trentaine d'enfants ou jeunes de 6 à 18 ans porteurs de troubles comportementaux et des conduites (TCC). L'institut leur procure un enseignement général ou professionnel adapté, un accompagnement éducatif et social, des soins somatiques et psychiques, et un accueil hôtelier.

### Santé
Aucun médecin n'exerce sur le territoire de la commune, les médecins les plus proches sont à Précy-sous-Thil.
Le centre hospitalier le plus proche est à Semur-en-Auxois.

### Autres sujets
Un tournoi de football est organisé chaque année par l'ITEP (Institut thérapeutique éducatif et pédagogique).
La kermesse des Pantouflards voit sa première édition inaugurée en 2017 avec pour activité principale le lancer de pantoufles.

## Culture locale et patrimoine

### Lieux et monuments
Le parc naturel régional du Morvan recense différents éléments du patrimoine de la commune :
- l'église Saint-Germain-l'Auxerrois du XIIe siècle, reconstruite aux XIXe et XXe siècles ;
- le château d'Aisy-sous-Thil, de la fin du XVe ou du début du XVIe siècle, reconstruit au XVIIe ou XVIIIe siècle ;
- le pont d'Aisy, un des rares ponts en pierre du Morvan recensé sur la carte de Cassini.

Plusieurs lieux-dits portent les traces du patrimoine industriel : les ruines d'un four à chaux au lieu-dit le Four à Chaux, probablement du XIXe siècle ; les Forges de Maisonneuve, aux Forges, actives de 1824 à 1882, réhabilitées ; le lieu-dit évocateur la Tuilerie.

#### Lieux de culte
- Catholique : église Saint-Germain-l'Auxerrois du XIIe siècle de style gothique modifiée au XIXe siècle et au XXe siècle[15] (paroisse de Précy-sous-Thil)[26].

#### Château d'Aisy-sous-Thil
Le château d'Aisy-sous-Thil fondé par la famille de Drée à la fin du XVe siècle ou au début du XVIe siècle est transmis par mariage en 1515 à la famille de Clugny. La famille du Bois d'Aisy en prend possession au XVIIIe siècle avant que Louis-Amédée Perrot de Chazelles ne l'acquière en 1826, sa famille conservera le château jusqu'en 1943. L'État rachète l'édifice pour le compte de la Sécurité sociale et y fonde un établissement médical et social (ITEP). Le château possède un jardin à la française datant de la fin du XIXe siècle début du XXe siècle.

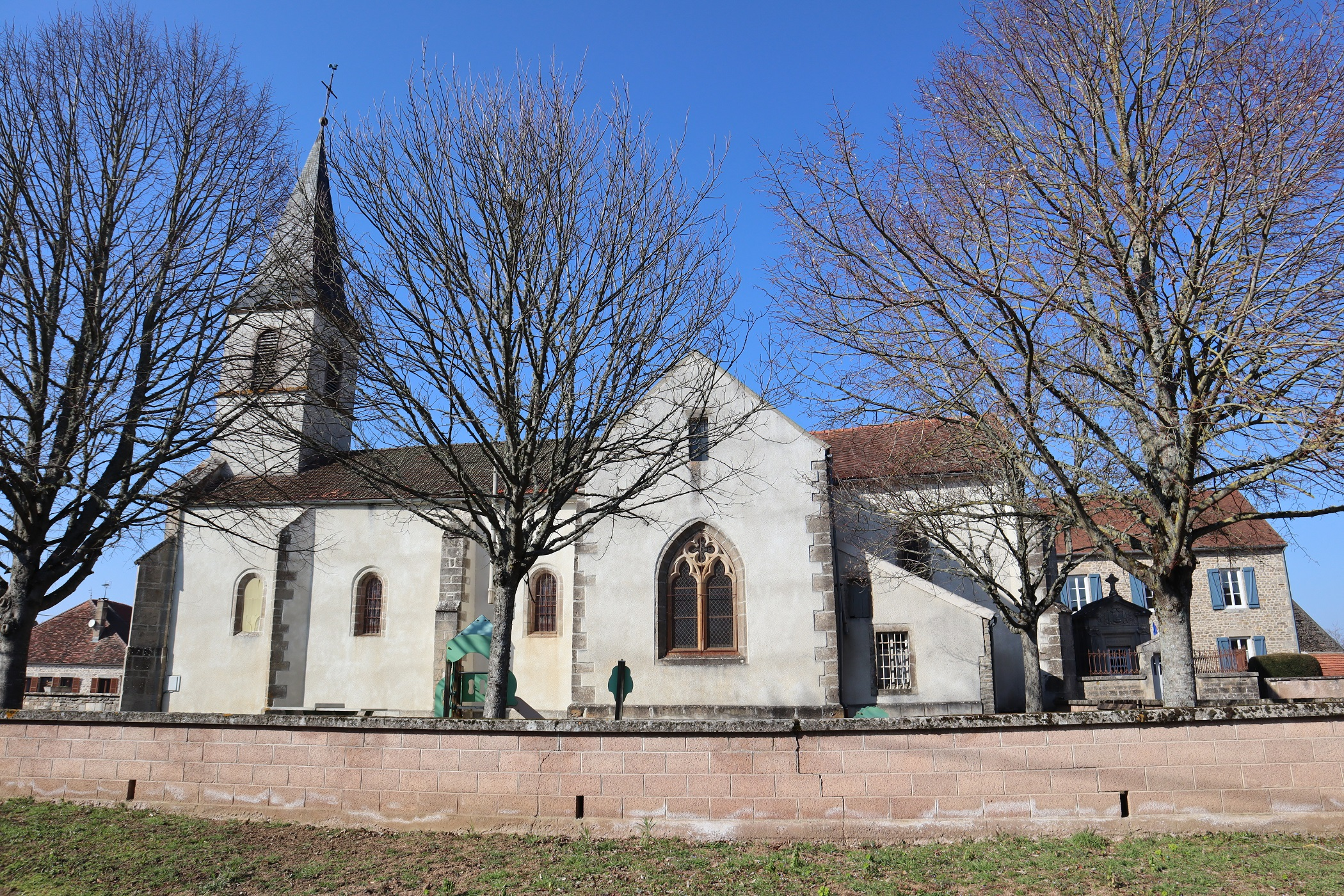
Église paroissiale Saint-Germain.
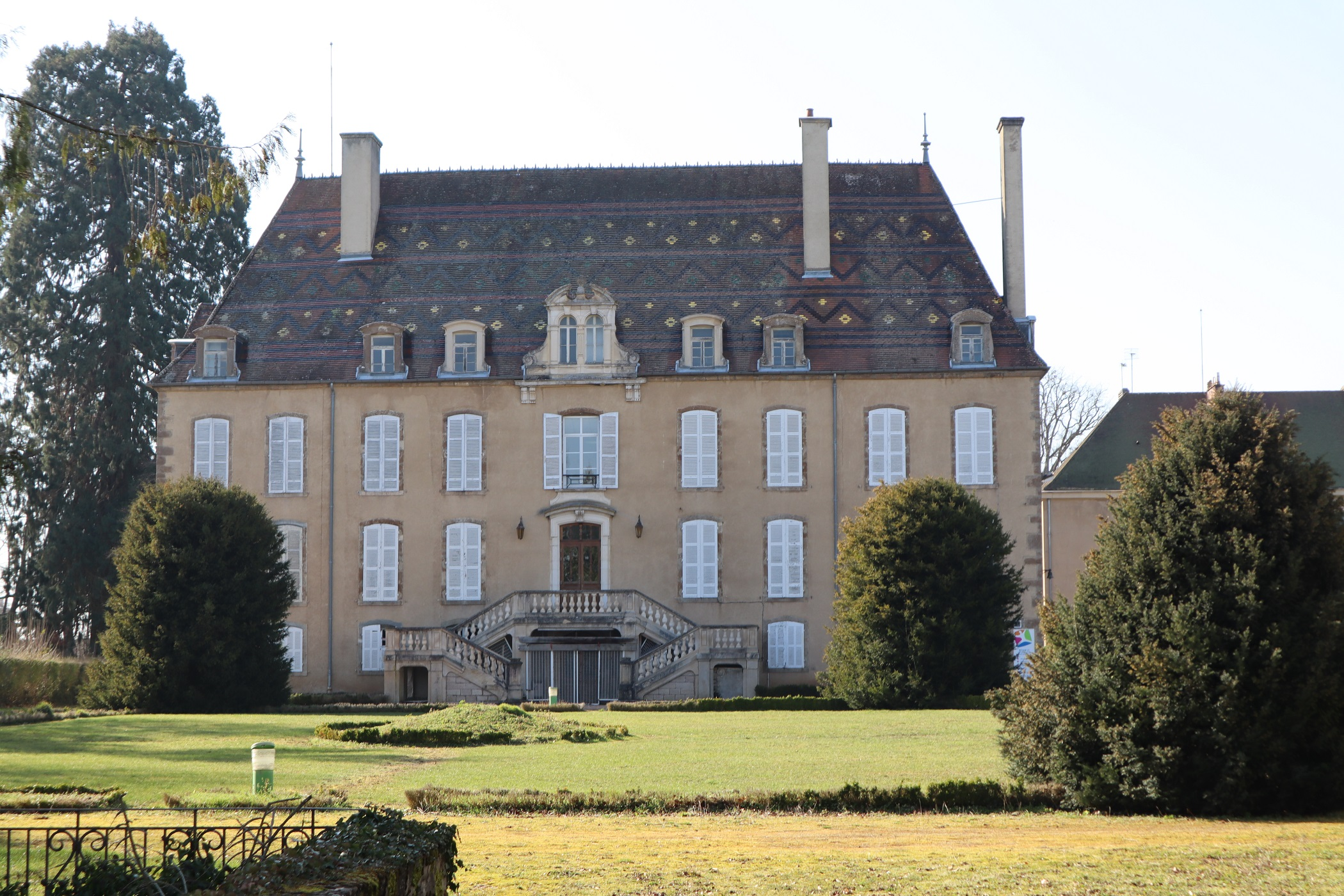
Château d'Aisy-sous-Thil.